# 历史大全
《历史大全》（阿拉伯语：‎ al-Kāmil fit-Tārīkh），又译《全史》，是一本伊斯兰古典史书，作者是伊本·艾西尔。其创作年代约为公元1231年（伊斯兰历528年）。该书是伊斯兰世界最为重要的历史著作之一。伊本·艾西尔与萨拉丁同一时代，他也是萨拉丁的一位随从。

## 形式
《历史大全》分为数卷，每一卷按时间顺序归类按年叙述。例如“然后到了491年”。每年有数节用于叙述主要事件，事件不需要按编年顺序排序。这些小节可能包含逝世、出生、主要国家（例如塞尔柱突厥）的朝代更替。小节中叶包含主要政治事件，一些组织的出现（例如法兰克人或鞑靼人），以及重要战役（例如耶路撒冷围城战）。